# 普里盧日內 (赫梅利尼茨基州)
49°16′13″N 27°45′29″E / 49.27028°N 27.75806°E
普里盧日內（羅馬化：Pryluzhne）是位於烏克蘭西部的村莊，由赫梅利尼茨基州赫梅利尼茨基區的萊蒂奇夫市鎮負責管轄。該村面積0.83平方公里，海拔高度305米，2001年人口226，人口密度每平方公里271.3人。